# 卵巢透明细胞癌

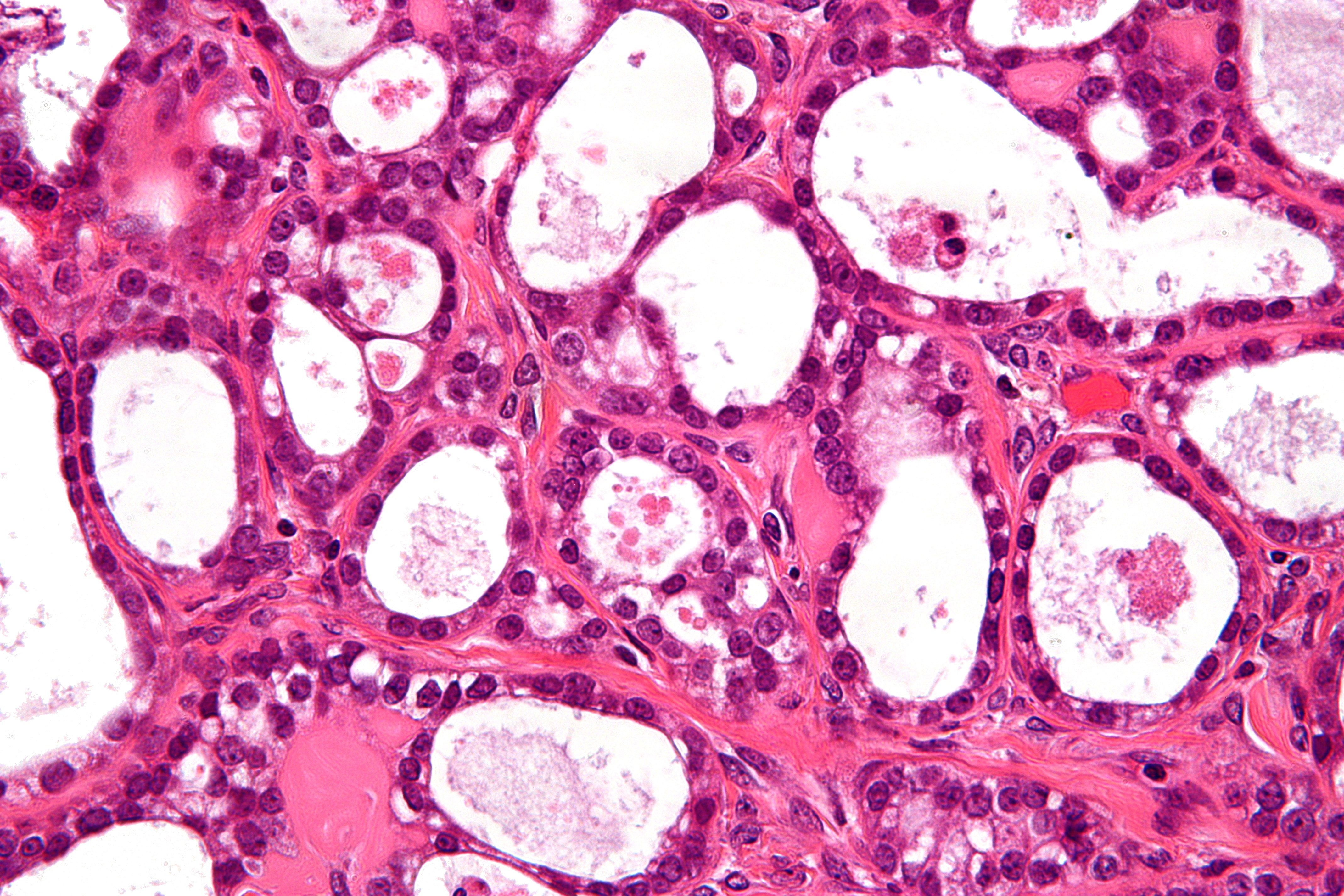
显微镜下的卵巢透明细胞癌

卵巢透明细胞癌，是一类隶属卵巢肿瘤的表面上皮-间质肿瘤，占全部卵巢肿瘤病例的6%。透明细胞癌也通常和胰腺、唾腺有关。  

## 病理与预后
通常来说，卵巢透明细胞癌是囊性肿瘤，其囊性实体呈息肉状。在显微镜下成像，此类肿瘤细胞包括透明的细胞质（包含糖原）和柳钉状细胞，乳头状或实体状。
卵巢透明细胞癌是良性肿瘤的情况非常罕见，绝大多数是恶性肿瘤。其预后非常不理想，并恶于卵巢浆液性囊腺瘤。